# Aliá

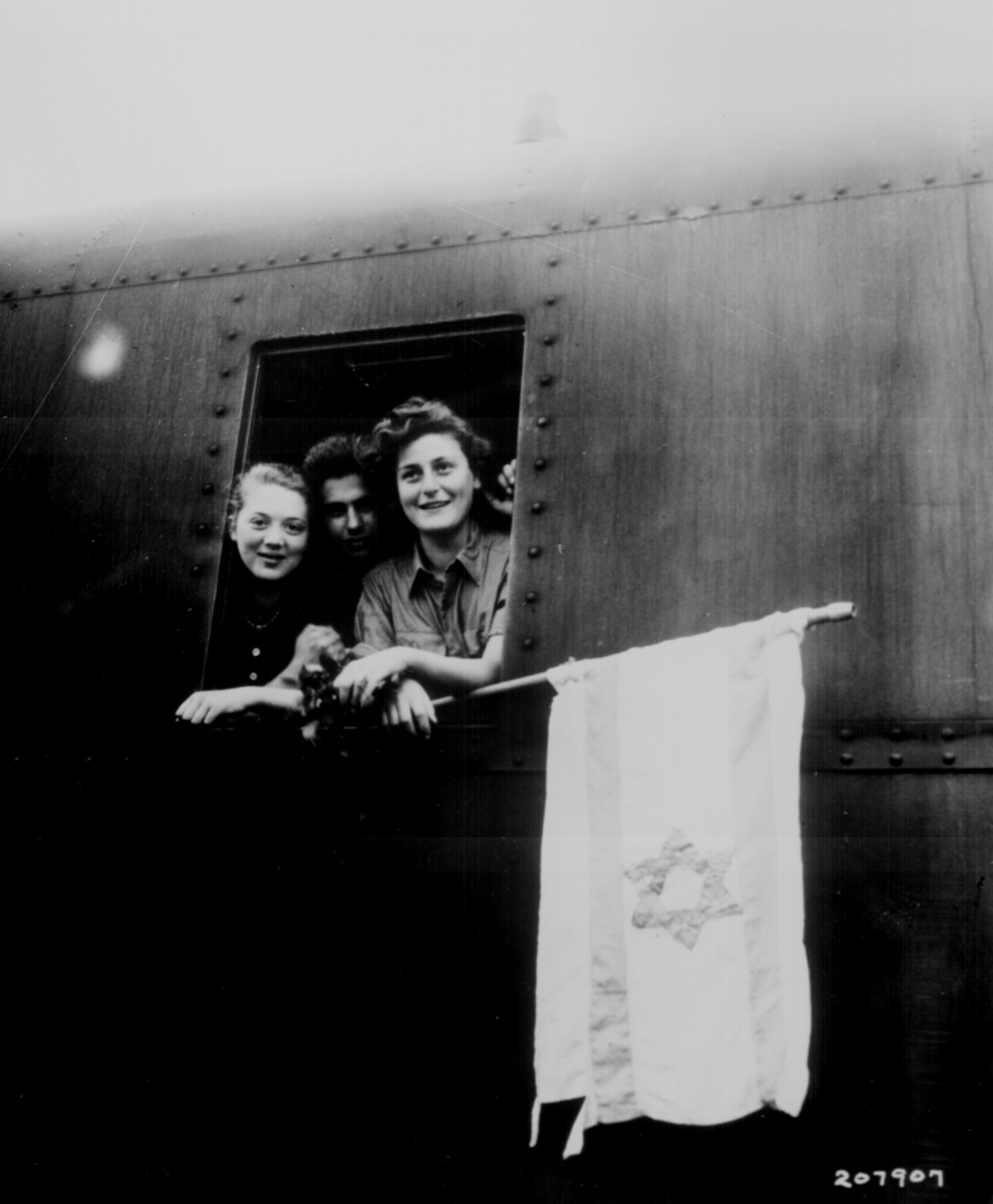
Niños judíos rescatados de los campos de concentración alemanes en 1945 de camino hacia el Estado para los judíos en el Mandato británico de Palestina (actual Estado de Israel).

Aliá (en hebreo: עלייה‎, “ascenso”), también deletreado Aliyá, en plural aliot, es el término utilizado para llamar a la inmigración judía a la Tierra de Israel (y desde su creación en 1948, al Estado de Israel). Quien realiza la aliá es llamado olé (masculino) u olá (femenino); plural olim u olot, respectivamente. La acción inversa, la emigración desde Israel hacia todo otro territorio, o diáspora, se conoce por Yeridá (lit. ‘descenso’).

## Laaliáen el sionismo y en el judaísmo

Migración judía a Israel desde 1948 hasta 2007.

El concepto de aliá a la Tierra de Israel (Eretz Israel) es central en la cultura y la religión judía y constituye la base fundamental del sionismo.
La Ley del Retorno de 1950, que garantiza a cualquier judío del mundo su derecho a migrar a Israel, establecerse allí y obtener casi sin trabas la ciudadanía israelí, se basa en dicha idea. El término aliá incluye tanto la migración voluntaria por razones ideológicas, emocionales o prácticas como, por otro lado, la de las poblaciones de judíos perseguidos. Si bien Israel es comúnmente reconocida como “un país de inmigrantes”, es también, en gran medida, un país de refugiados. La gran mayoría de los judíos de Israel hoy tienen las raíces recientes de su familia fuera del país.
Etimológicamente, la palabra aliá está emparentada con el término hebreo aliá la'réguel (עלייה לרגל), que significa “peregrinaje”, por el efecto de ascensión a Jerusalén durante los peregrinajes prescritos para las festividades de Pésaj, Shavuot y Sucot. Muchos judíos religiosos propugnan la inmigración como un retorno a la tierra prometida y lo consideran como el cumplimiento de la promesa bíblica de Dios a los descendientes de los patriarcas hebreos Abraham, Isaac y Jacob. El retorno a Sion se ha incorporado a la ley judía como una obligación religiosa de cada judío. Si bien las autoridades difieren en cuanto a la precisa condición de la obligación, su fuerza jurídica se ve en toda una serie de fallos, como, por ejemplo, que la negativa de un cónyuge a acompañar al esposo o esposa en un traslado a la Tierra de Israel es motivo de divorcio.

## Olas de inmigración oaliot
| año         | inmigrados      |
| ----------- | --------------- |
| 1840 - 1881 | 20 000 - 30 000 |
| 1882 - 1903 | 35 000          |
| 1904 - 1914 | 40 000          |
| 1919 - 1923 | 35 000          |
| 1924 - 1930 | 80 000          |
| 1931 - 1939 | 225 000         |
| 1940 - 1948 | 143 000         |
| 1948 - 1951 | 667 613         |
| 1952 - 1967 | 582 653         |
| 1968 - 1988 | 532 744         |
| 1989 - 2000 | 1 039 821       |

| año  | judíos  | no judíos |
| ---- | ------- | --------- |
| 1800 | 6700    | 268 000   |
| 1880 | 24 000  | 525 000   |
| 1915 | 87 500  | 590 000   |
| 1931 | 174 000 | 837 000   |
| 1947 | 630 000 | 1 310 000 |

Durante la historia reciente del pueblo judío —la época del sionismo— ha habido cinco olas principales de inmigración o aliyot a Palestina, antes de la creación del Estado de Israel:
- Primera aliá (1881-1903)
- Segunda aliá (1904-1914)
- Tercera aliá (1919-1923)
- Cuarta aliyá (1924-1929)
- Quinta aliá (1929-1939)
- Aliyá Bet (1939-1948)
- Aliyá de Polonia en 1968
- Aliyá desde la Unión Soviética en los años '70
- Aliyá desde Etiopía
- Aliyá desde la Confederación de Estados Independientes en los años '90
- Aliyá desde América Latina en los años 2000

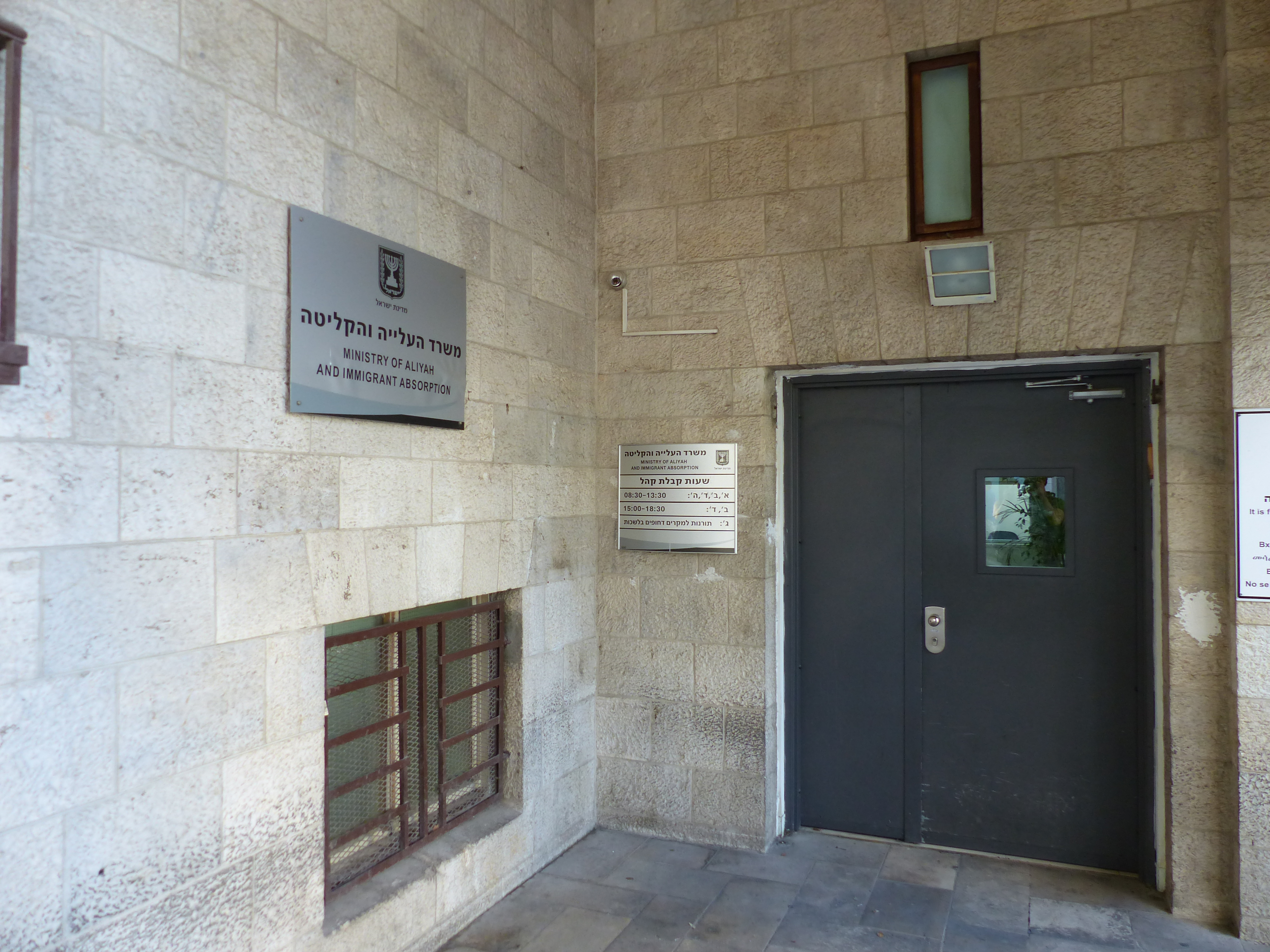
Oficina del Ministerio de Aliá e inmigración en Jerusalén

Luego de la creación del Estado de Israel, la población judía del país se multiplicó más de ocho veces (gracias a las sucesivas Aliot), pasando de 650 000 personas en 1948 a unas 5 415 000 en el 2007.
Según Chaim Weizmann, entre 1840 y 2000 llegaron a Israel 3 400 000 personas en varias aliot, por razones religioso-nacionales, económicas o buscando refugio como consecuencia del Holocausto[cita requerida]. A raíz de ello, la relación entre población judía y no judía en Israel se fue modificando. Así, mientras que en 1882 el porcentaje de la población judía en Palestina era del 8%, en 1931 pasó a ser del 16,9% y en 1946 del 30%.
Las dos primeras aliot estaban formadas por inmigrantes provenientes mayoritariamente de la Europa del Este. Fueron provocadas por razones económicas y, sobre todo, por la persecución. Estas oleadas inmigratorias eran parte de una mucha mayor emigración de los judíos euroorientales, la mayor parte de los cuales huyeron a los Estados Unidos. Sin embargo, muchos de los que habían formado parte de los primeros movimientos sionistas fueron a Israel. Gran parte de ellos eran sionistas socialistas y entre ellos estaban los pioneros de los kibutz. La Declaración Balfour, así como la Revolución rusa y sus consecuencias, provocaron la tercera aliá.
La cuarta aliá, que duró desde 1924 hasta 1930 aproximadamente, difiere de las anteriores olas en la medida en que se desencadenó casi exclusivamente por las condiciones económicas. Como resultado de una serie de duras políticas fiscales en Polonia, unos 80 000 judíos emigraron a Israel, y la gran mayoría se asentó en el centro de desarrollo urbano, Tel Aviv.
La quinta aliá provenía principalmente de la Europa oriental, con una minoría muy importante de Alemania. Muchos de los inmigrantes alemanes tenían un elevado nivel profesional y educativo y desempeñaron un papel destacado en el desarrollo económico del Ishuv. La Segunda Guerra Mundial dio un impulso decisivo a la inmigración, especialmente a la ilegal, debido a las restricciones inmigratorias británicas.
Con el establecimiento de Israel como un Estado soberano, la inmigración tuvo prioridad formal con la promulgación de la Ley del Retorno, que otorga la ciudadanía inmediata a los judíos que inmigren. La ley tuvo componentes tanto ideológicos como de interés propio -en general se percibía que el país necesitaba el crecimiento de la población para su defensa y supervivencia-. Sin embargo, la consiguiente inmigración masiva, sobre todo de países del norte de África (judíos mizrajíes u orientales), fue vista por algunos como una amenaza para Israel, la estabilidad económica y el carácter occidentalizado o asquenazí del Estado, y pidieron restricciones a la inmigración. No obstante, el gobierno siguió alentando a la inmigración masiva, a pesar de que estaba mal equipado para manejarla. Esta inmigración en masa ha cambiado radicalmente la composición étnica de Israel, antes mayoritariamente de origen europeo (judíos asquenazíes o europeos), y la continua interacción entre el origen étnico y la situación socioeconómica ha sido una creciente fuente de tensión en toda la sociedad.
Durante los años 1970, la inmigración fue impulsada sobre todo por los emigrados de la Unión Soviética, la mayoría de los cuales llegaron víctimas de la persecución y por razones ideológicas. Por el contrario, la inmensa mayoría del cerca de un millón de inmigrantes de la antigua URSS en los años 1990 llegó por razones económicas. Los inmigrantes soviéticos en general, y especialmente los de la década de 1990, mantuvieron una fuerte identificación con sus antiguos orígenes y han obligado a la sociedad y a la política israelí a convertirse en mucho más multicultural. Incluso han llegado a crear un partido propio, Israel Beitenu, cuyo electorado está constituido principalmente por inmigrantes nacidos en la antigua URSS.